# Pizzo Pianché
Der Pizzo Pianché (wahrscheinlich vom italienischen pianca für steiler Weidehang oder Wildheuwiese) ist ein Berg zwischen Acquarossa und Faido im Kanton Tessin in der Schweiz mit einer Höhe von 2228 m ü. M. Im SAC-Clubführer sowie auf alten Landeskarten wird die Höhe mit 2227 m angegeben.

## Lage und Umgebung
Der Pizzo Pianché gehört zum Gotthardmassiv. Er befindet sich zwischen Pizzo Erra und dem Matro auf Gemeindegebiet von Acquarossa. Der Pizzo Pianché wird im Nordosten durch die Valle di Blenio und im Südwesten durch die Valle Leventina eingefasst. Er stösst vom Grat zwischen Pizzo Erra und dem Matro gegen die Valle di Blenio vor. Gegen die Alpe Tarch (Norden) besitzt der Pizzo Pianché steile Felsen, die Foppa di Röslungh (Südosten) umgürtet er jedoch in weicheren Flanken.
Zu den Nachbargipfeln gehören der Pizzo Erra im Nordwesten sowie die Croce di Sasso, die Pianca Bella, der Cogn und der Matro im Südosten. 

## Gratüberschreitung

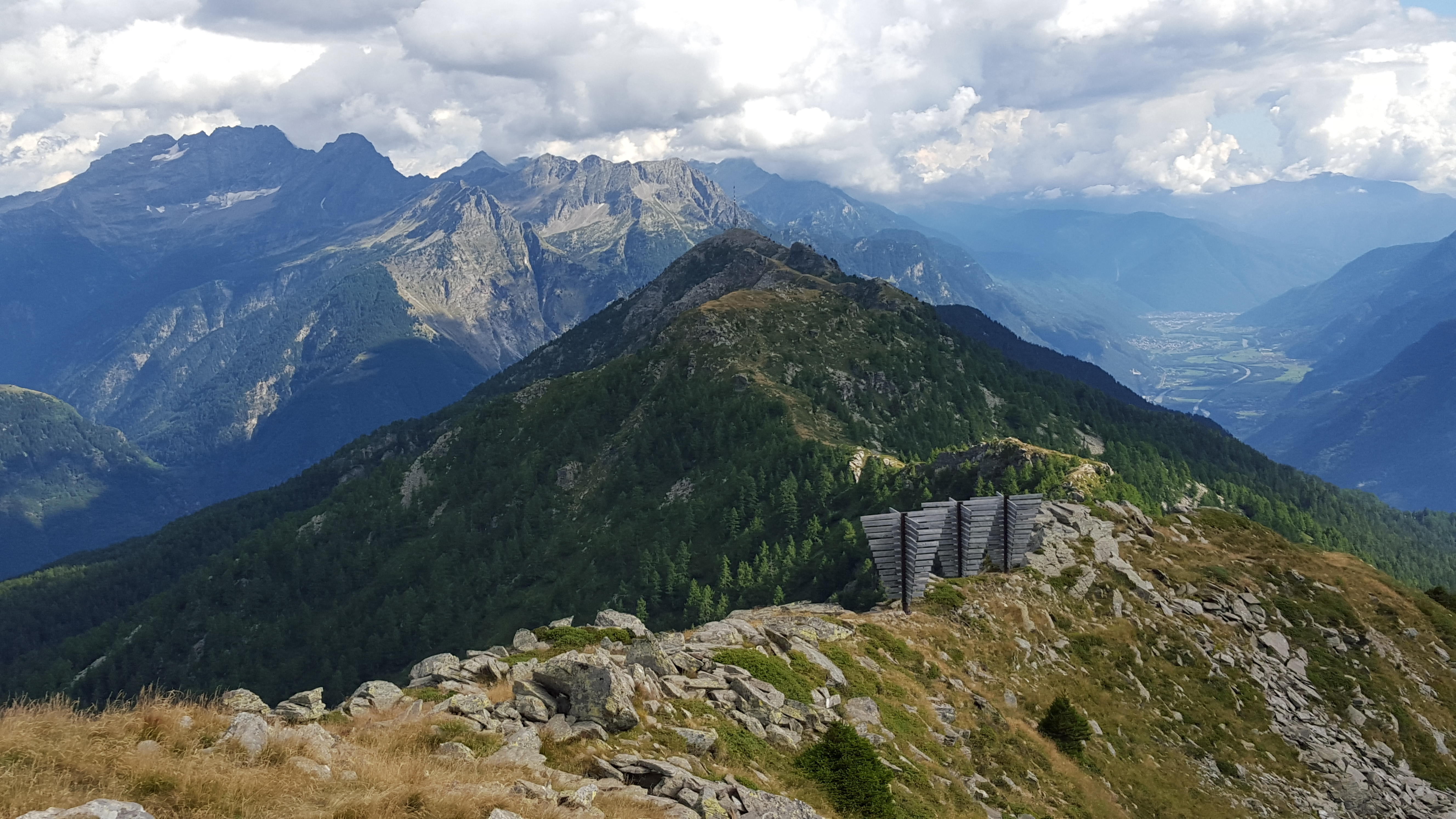
Der Grat zwischen Pizzo Pianché und Matro, aufgenommen vom Knotenpunkt neben Pizzo Pianché.

Die Gratwanderung vom Passo dei Laghetti (2129 m) zum Matro (2172 m) ist eine aussichts- und abwechslungsreiche Tageswanderung. Sie bietet einen grossartigen Panoramarundblick in die Valle di Blenio, in die Valle Leventina und auf die umliegende Bergwelt. Mit einem Abstecher zum Pizzo Pianché werden dabei fünf Gipfel betreten. Dies sind von Nordwesten nach Südosten der Pizzo Pianché (2228 m), die Croce di Sasso (2132 m), die Pianca Bella (2165 m), der Cogn (2166 m) und der Matro (2172 m). Die Route ist zum Teil mit kleinen, gelben Punkten markiert. Oft ist auch ein Weglein vorhanden, das zum Teil neben der Gratschneide an den Erhebungen vorbeiführt.
Die Gratüberschreitung vom Passo dei Laghetti zum Matro dauert ca. 1½ h und wird mit der Schwierigkeit EB angegeben.

## Routen zum Gipfel
|  | - Ausgangspunkt: Cavagnago (1020 m) oder Anzonico (984 m) in der Valle Leventina oder Tizzerascia (1277 m) in der Valle di Blenio - Via: Passo dei Laghetti (2129 m) zum kleinen orographischen Knotenpunkt (2225 m) und dann über den Südwestgrat. - Schwierigkeit: EB - Zeitaufwand: 3½ Stunden von Cavagnago und Anzonico oder 3 Stunden von Tizzerascia (25 Min. vom Passo dei Laghetti) - Bemerkung: Von Cavagnago und Anzonico auf gutem Weg, von Tizzerascia zum Teil weglos zum Passo dei Laghetti. Danach zum Teil weglos, aber die Route ist mit kleinen, gelben Punkten markiert. - Ausgangspunkt: Matro (2172 m) - Via: Cogn (2166 m), Pianca Bella (2165 m), Croce di Sasso (2132 m) zum kleinen orographischen Knotenpunkt (2225 m) und dann über den Südwestgrat. - Schwierigkeit: EB - Zeitaufwand: 1¼ Stunden. - Bemerkung 1: Zum Teil weglos, aber die Route ist mit kleinen, gelben Punkten markiert. - Bemerkung 2: Routen zum Matro siehe im Artikel Matro |

### Über die Ostflanke
- Ausgangspunkt: Tizzerascia (1277 m)
- Via: Auf dem Wanderweg via Brüsacüü, Garina (1634 m), dann den Weg gegen Südwesten verlassen und unschwierig über Hänge aus Gras, Fels und Gebüsch.
- Schwierigkeit: EB
- Zeitaufwand: 2½ Stunden

## Galerie

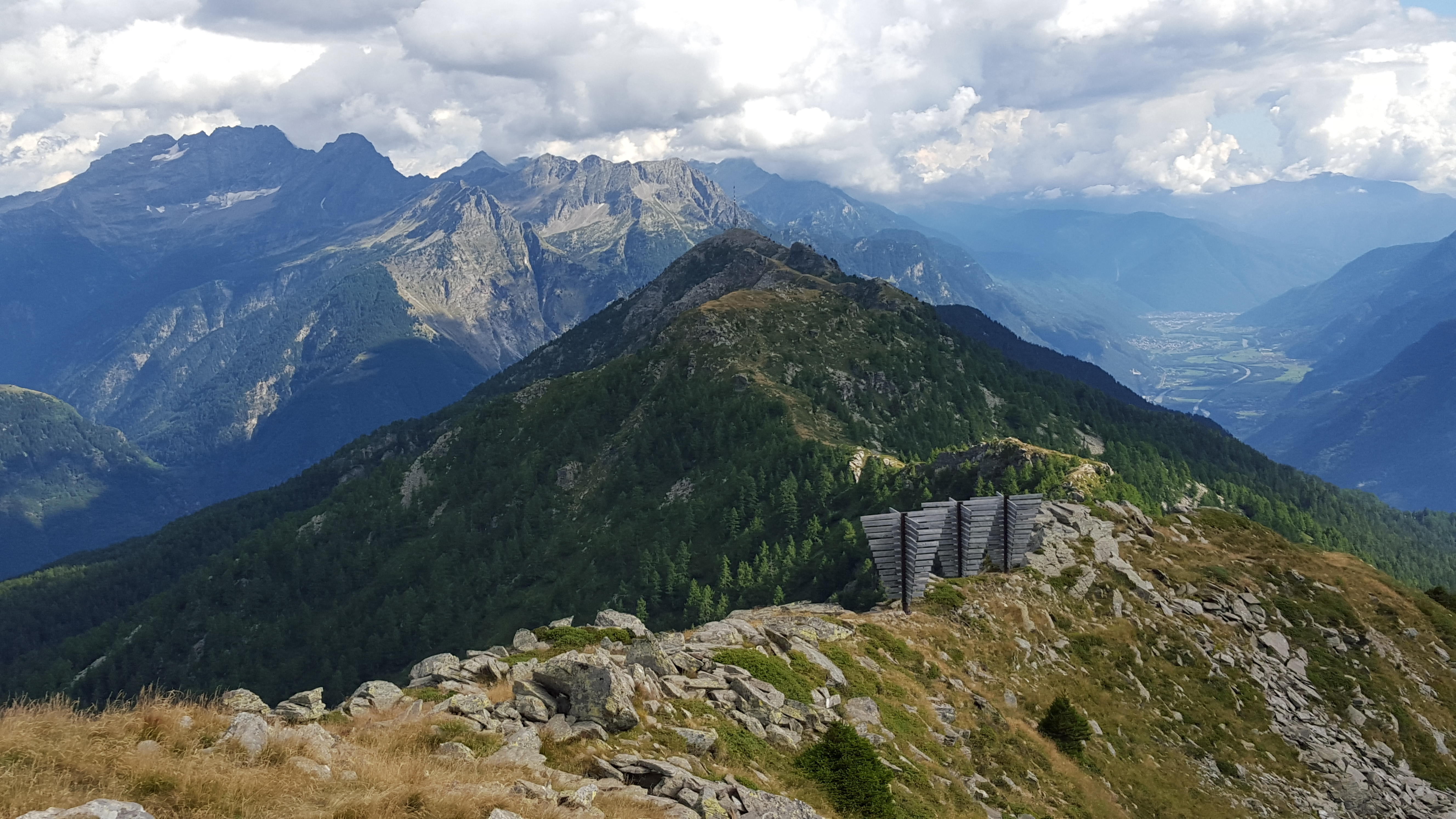
Blick nach Südosten zu Croce di Sasso, Pianca Bella, Cogn und Matro, aufgenommen vom orographischen Knotenpunkt südwestlich vom Pizzo Pianché.
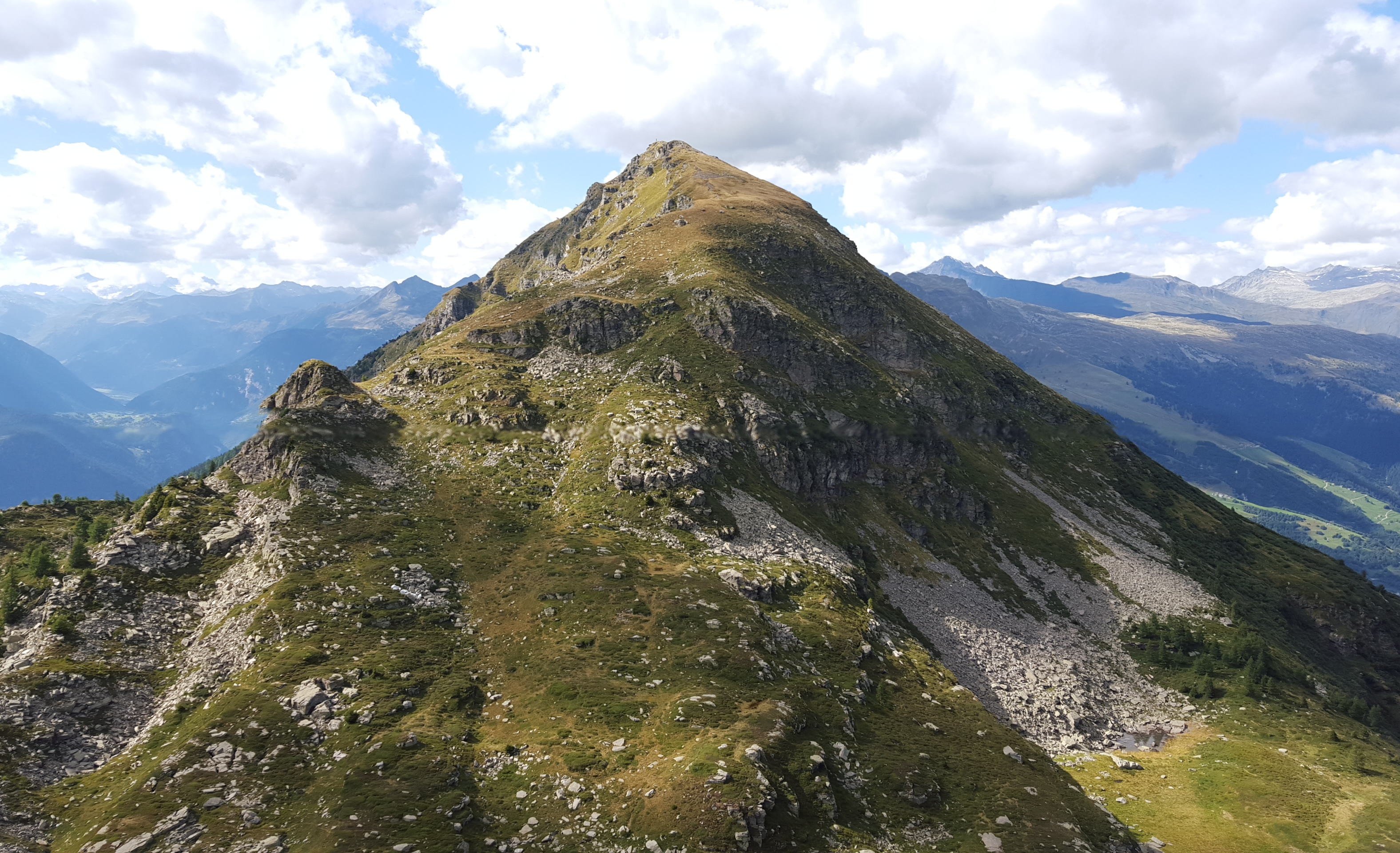
Blick nach Nordwesten zum Pizzo Erra, aufgenommen vom orographischen Knotenpunkt südwestlich vom Pizzo Pianché.
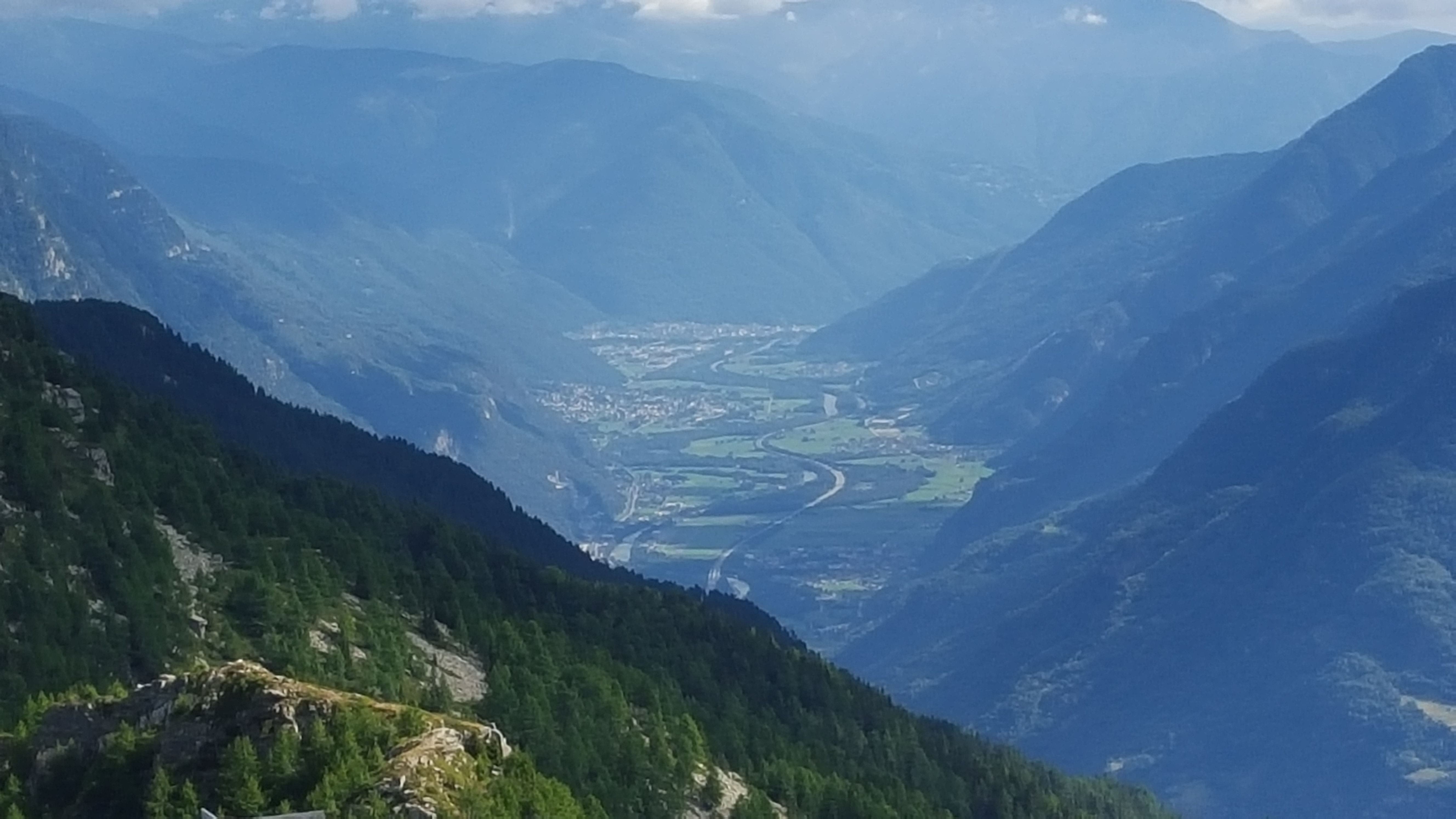
Die Riviera, aufgenommen vom orographischen Knotenpunkt südwestlich vom Pizzo Pianché.
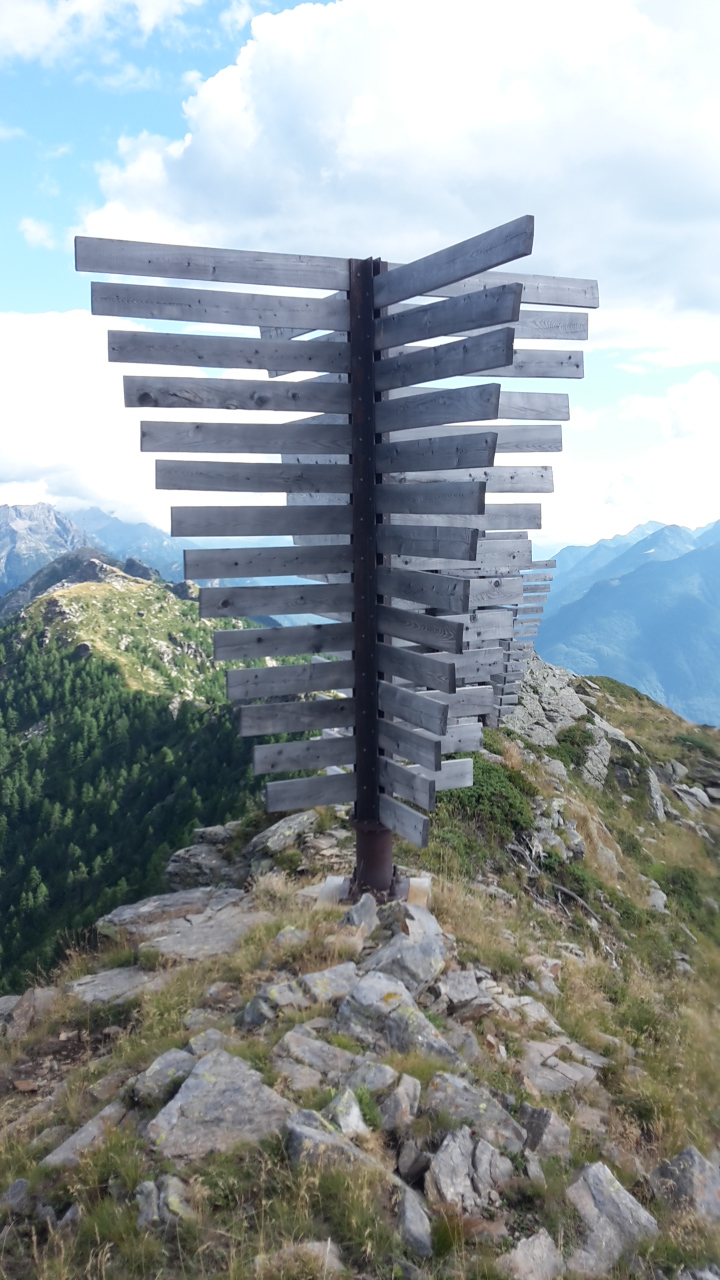
Lawinenverbauungen auf dem Grat zwischen Pizzo Pianché und Croce di Sasso